# O’Mega
Die O’Mega ist eine Luxus-Charter-Yacht. Sie ist in der Liste der weltweit 100 größten Yachten verzeichnet. 2006 belegte sie den 25. Platz.

## Geschichte
Das Schiff wurde 1984 als Passagierschiff für den Fährdienst mit einem Tiefgang von 4,4 Metern auf der Werft von Mitsubishi Heavy Industries in Yokohama gebaut. Im Jahr 2002 wurde es nach China verkauft und in eine Superyacht umgebaut.

## Beschreibung und technische Daten
Die O’Mega ist 82,60 m lang und 11,60 m breit. Sie ist für 32 Passagiere und 26 Besatzungsmitglieder zugelassen. 
Die Yacht wird von zwei Achtzylinder-Viertakt-Dieselmotoren des Herstellers Yanmar mit je 1472 kW Leistung angetrieben. Die Motoren wirken auf zwei Verstellpropeller. Die Yacht erreicht damit eine Geschwindigkeit von 15 Knoten. Die beiden Hauptmaschinen verbrauchen rund 800 Liter Kraftstoff pro Stunde bei 650 Umdrehungen pro Minute.
Für die Stromversorgung stehen drei Dieselgeneratoren von Volvo Penta mit jeweils 500 kW Leistung (Scheinleistung: 625 kVA) zur Verfügung.
Die O’Mega hat 16 Kabinen und Konferenzräume. 2011 wurde sie komplett überholt und ihre Rumpffarbe geändert.